# Nippon Paper Cranes
Nippon Paper Cranes (japanska: 日本製紙クレインズ?, Nippon Seishi Kureinzu, svensk betydelse: Japans papperstranor) är en japansk ishockeyklubb som spelar i Asia League Ice Hockey (ALIH), med bas i Kushiro, Hokkaidō.

## Historik
Klubben bildades 1949, under namnet Jūjō Paper Kushiro Ice Hockey Club. De tog namnet Nippon Paper Cranes 1994, när Jūjō Paper och Sanyō Kokusaku Pulp slogs samman och bildade Nippon Paper.
Sedan starten av ALIH är de den mest framgångsrika klubben i ligan med fyra titlar.